# سكوت براش
سكوت براش (مواليد 23 نوفمبر 1985) هو فارس قفز حواجز اسكتلندي تنافس كجزء من الفريق البريطاني في دورة الألعاب الأولمبية الصيفية 2012 في لندن وفاز بالميدالية الذهبية في حدث القفز الجماعي. في عام 2015 أصبح أول فارس يفوز في بطولة رولكس غراند سلام لقفز الحواجز، وكل الأحداث الثلاثة الأكثر شهرة في هذه الرياضة في عام واحد، حصل على أكبر جائزة فردية في هذه الرياضة بقيمة مليون يورو (735000 جنيه إسترليني).